# Red Iberoamericana de Escuelas Asociadas a la Unesco

La Red Iberoamericana de Escuelas Asociadas a la UNESCO o Red Digital de Escuelas Asociadas a la UNESCO surge de la necesidad de proporcionar una infraestructura tecnológica, a través del desarrollo de un portal interactivo (Portal REDES  ), con herramientas que hicieran posible la interacción y colaboración entre diversos centros educativos, así como proporcionar a docentes y alumnos un espacio virtual que permitiera la publicación de experiencias educativas, dirigidas a promover comunidades de práctica en ámbitos locales y globales.

En el proyecto participaron en primer año sesenta y siete escuelas de seis países de Iberoamérica: Brasil, Chile, España, México, Paraguay y Portugal; para el 2008 se han integrado también escuelas de Mozambique y Cuba, además están en proceso de incorporarse escuelas europeas por lo que el nombre de Red Iberoamericana será cambiado a Red Digital.  

## Contexto de origen
En México se encuentran 207 instituciones educativas incorporadas al programa Escuelas Asociadas a la UNESCO (PEA); dichas escuelas para su incorporación y permanencia en el programa han desarrollado proyectos educativos encaminados a fortalecer y difundir los valores Unesco. El Comité Regional Norte de Cooperación con la UNESCO (CRN), cuya sede está en la ciudad de Monterrey, tiene como una acción prioritaria la consolidación de este Programa en la región norte de la República Mexicana.
En el diagnóstico realizado se detectó que los proyectos que estas escuelas desarrollan, muchos de ellos muy interesantes y exitosos, no tenían la oportunidad de conocerse debido a su escasa ó nula difusión;  esto limitaba el área de impacto de los trabajos realizados.

Ésta fue una de las razones por las que se consideró importante utilizar las herramientas que ofrecen las Tecnologías de la información y la comunicación (TIC), con el propósito de promover estrategias didácticas innovadoras dirigidas a incorporar en la práctica educativa, los principios UNESCO y acercar las distancias primero, entre escuelas de las diferentes regiones del país y después con otros países del mundo, a través de espacios virtuales que permitan la comunicación en coincidencia ó no con el espacio y el tiempo.

## Propósitos de la Red
Desde el inicio los propósitos del proyecto fueron: 
- Crear y poner a disposición de las escuelas iberoamericanas asociadas a la UNESCO un medio de comunicación interactiva, de intercambio de experiencias y una plataforma tecnológica para la creación de redes, de comunidades de práctica educativa y de aprendizaje colaborativo.
- Propiciar la creación de redes en ambientes virtuales que promuevan el trabajo colaborativo y las relaciones sociales en ámbitos locales y globales.
- Generar una base común de conocimiento y experiencia en las líneas temáticas correspondientes.
- Impulsar a través de la educación, la difusión y promoción del ideario UNESCO: cultura de paz, diversidad cultural, desarrollo sustentable, derechos humanos y democracia, entre diversas entidades educativas de México e Iberoamerica.
- Aplicar las tecnologías de la información y comunicación para la creación de redes de comunidades de aprendizaje, entendidas éstas, como la relación o encuentro de diversas personas interconectadas, a través de medios informáticos que propician la circulación e intercambio de textos, saberes y experiencias de los participantes, con un compromiso de relación solidaria y de compañerismo.
- Propiciar la autonomía de las comunidades locales y regionales en la creación de conocimientos y la difusión de su propia cultura.
- Desarrollar estrategias metodológicas y material didáctico que sirvan de base para la comunicación entre las comunidades de aprendizaje y que reflejen a través de las prácticas educativas los valores Unesco.

## Ejes temáticos que se trabajan en la Red
Al arranque del proyecto se crearon las condiciones tecnológicas para la integración de ocho redes virtuales a partir de cuatro ejes temáticos; cada centro escolar eligió el tema en el que tenía interés en participar o en el que su escuela ya estaba trabajando y quería compartir y enriquecerse al respecto gracias al trabajo colaborativo y de intercambio de experiencias con otros centros educativos del país y de otros países de Iberoamérica. 

Los ejes temáticos fueron:

Cultura de Paz, entendida además del ejercicio de la no violencia en las relaciones humanas como el tratamiento de todos aquellos elementos que pudieran perjudicar un estado de intercambio pacífico entre las personas; 

Escuelas sustentables, concepto que incluye todas las acciones que hace una escuela para inducir en los estudiantes una conciencia de la conservación del medio ambiente y aprovechamiento sustentable de los recursos naturales de su entorno; 

Ciudadanía juvenil, entendida como la apropiación por parte de la escuela y de los estudiantes de un conjunto de valores que sustentan la convivencia pacífica entre personas y entre naciones, que están relacionados con el ejercicio de los derechos y obligaciones ciudadanas que conducen a espacios de bienestar propio y de su comunidad;

Inclusión social,  relacionada con todas aquellas acciones que realiza una escuela para incorporar a la vida activa y de pleno uso de sus derechos y facultades a personas con capacidades o necesidades diferentes.

En el segundo año de su funcionamiento, en la Red se integró un grupo de escuela para trabajar la temática de Patrimonio de la Humanidad

## Herramientas de interacción
Las herramientas propuestas en este proyecto fueron.  a) el uso de foros, b) chat, y c) una interfaz administradora de contenidos. 

a)	Los foros fueron la herramienta principal del proyecto. A través de ellos los participantes tuvieron la oportunidad de comunicarse de manera asíncrona para discutir y compartir información relevante a la temática que tenían asignada. Las contribuciones estuvieron guiadas y estimuladas por dos moderadores quienes tenía la labor de introducir el tema y dar seguimiento a los contenidos que presentaba cada uno de los participantes. 

b)	El uso del Chat fue la herramienta a través de la cual los participantes lograban comunicarse en tiempo real. Esto les permitía entablar conversaciones cortas con sus compañeros para acordar, discutir o aclarar puntos que requirieran trabajar en consenso en un preciso momento.

c)	El administrador de contenido. Éste sirvió como una plataforma donde los participantes integraban información respecto a sus proyectos, experiencias y descripción de la escuela a la que el participante pertenecía. Esta última se utilizó para tener un registro estadístico y cualitativo de las características de las escuelas participantes en el proyecto con el propósito de compartir sus saberes y como objeto de investigación evaluativo del mismo proyecto.

## Dinámica de trabajo de la Red
A cada institución escolar participante se le asignó un nombre de usuario y contraseña para poder acceder a las herramientas de comunicación a través del Portal REDES, los proyectos fueron desarrollándose,  tomando como soporte tecnológico dicho portal, durante el ciclo escolar del 2006-2007. Para lograr estar en contacto y conseguir avances en los proyectos de cada uno de los miembros de cada red, se designaron moderadores que trabajaban directamente con cada una de las redes y enviaba a través de correo electrónico instrucciones a cada participante de lo que tenía que realizar, especificando una fecha para la entrega de la información solicitada. 

La interacción entre las redes conformadas se organizó en etapas:

Etapa 1: Presentación con sus compañeros de red.

Utilizando el foro correspondiente, hacer una presentación de ellos mismos, y describir características principales de la escuela donde laboraban; esto con el fin de lograr una integración de comunidades de aprendizaje para compartir información tratando de que cada miembro de cada red se conociera y tuviera una idea de los diferentes contextos y ambientes de las escuelas y poder considerar factores que pudiesen modificar el desarrollo del proyecto colaborativo. 

Etapa 2: Planeación del proyecto.

Comunicarse para definir y concretar la experiencia que iban a trabajar como integrantes de la red.  Especificar los pasos o procedimientos a realizar en sus escuelas, cómo documentar y evaluar los avances del proyecto en mente, decidir fechas para cada actividad y cuál sería el producto final que publicarían como resultado del proyecto.

Etapa  3: Ejecución e Intercambio de experiencias.

Esta fase consistió en que cada miembro de red trabajara en sus escuelas y documentara los avances que haya tenido por medio de reportes, fotografías, videos, para después intercambiar la información producida e integrar una sola propuesta como resultado del trabajo colaborativo por Red.

Etapa  4: Resultados del proyecto. 

En esta fase los integrantes de cada red hicieron la entrega del producto final que desarrollaron de manera colaborativa; generaron un documento que describió su proyecto y al que integraron información como: descripción de su red, cómo estaba formada, antecedentes históricos, programa inicial, correcciones al programa, resultados obtenidos, producto final, dificultades y experiencias exitosas, así como sugerencias o recomendaciones para quienes quieran implementar el proyecto en otros ámbitos.